# Tributul zilelor cenușii (film)
Tributul zilelor cenușii (în poloneză Haracz szarego dnia) este un film de război polonez din 1984, regizat de Roman Wionczek⁠(d) după un scenariu care a adaptat romanul cu același titlu⁠(d) al lui Janusz Krasiński⁠(d). Filmul prezintă misiunea de aruncare în aer a unui pod de către partizanii polonezi din timpul celui de-al Doilea Război Mondial și consecințele acesteia.

## Rezumat
Acțiunea filmului are loc în anul 1943 pe teritoriul Poloniei ocupate de germani în timpul celui de-al Doilea Război Mondial. Un grup de partizani, format, printre alții, din tânărul poet Tolek Gonczar, prietenul său, Włodek Karolak, și tânăra Zosia, primește misiunea să arunce în aer un pod de cale ferată în timpul trecerii unui transport militar. Sarcina este executată cu prețul unor mari pierderi. Włodek se refugiază într-o cabană, pe care germanii o incendiază, și moare acolo alături de mai mulți sătenii nevinovați. Încercarea lui Zosia și Gonczar de a-l salva pe Włodek eșuează, iar cei doi sunt capturați și ajung în fața unui pluton de execuție.

## Distribuție
- Jolanta Grusznic⁠(d) — partizana Zofia „Zosia” (menționată Jolanta Nowicka)
- Marek Wysocki⁠(d) — partizanul Tolek Gonczar „Tol”, un tânăr poet
- Bogusław Augustyn⁠(d) — partizanul „Jaguar” (menționat Bogdan Augustyn)
- Leonard Andrzejewski⁠(d) — Bahnschutz Heller
- Andrzej Chudy⁠(d) — partizanul Włodek Karolak, prietenul lui Tolek
- Halina Kossobudzka⁠(d) — mătușa lui Gonczar
- Andrzej Krasicki⁠(d) — Bahnschutz Wurt
- Piotr Krasicki — partizanul „Ruczaj”
- Czesław Lasota⁠(d) — Benedykt Dziczek, prietenul mătușii
- Anna Milewska⁠(d) — doctorița
- Janusz Paluszkiewicz⁠(d) — cantonierul
- Stanisław Pąk⁠(d) — Kuba
- Witold Skaruch — tatăl lui Gonczar
- Karl Sturm⁠(d) — Obersturmführer-ul SS
- Alfred Struwe⁠(d) — Hauptsturmführer-ul SS
- Teresa Szmigielówna⁠(d) — Zofia Karolak, mama lui Włodek
- Stefan Szmidt⁠(d) — locotenent, comandantul unității
- Zdzisław Szymborski⁠(d) — agentul sub acoperire al Gestapo-ului
- Gołda Tencer⁠(d) — evreica Róża, clienta doamnei Karolak
- Wiesław Zanowicz⁠(d) — partizanul „Vis”
- Andrzej Żółkiewski⁠(d) — partizanul „Semafor”
- Tadeusz Somogi⁠(d) — bărbatul din adăpostul antiaerian (nemenționat)

## Producție
Scenariul filmului a fost scris de cineastul Roman Wionczek și de prozatorul și dramaturgul Janusz Krasiński⁠(d) după romanul cu același titlu⁠(d) din 1959 al lui Janusz Krasiński⁠(d). Filmul a fost produs de compania Zespół Filmowy Profil⁠(d) și a fost regizat de Wionczek.
Filmările s-au desfășurat în anul 1983 în orașul Varșovia (Podul Poniatowski), la podul din satul Cieksin⁠(d) din gmina Nasielsk⁠(d) (powiatul Nowy Dwór⁠(d), voievodatul Mazovia) și la gările Wkra⁠(d) din satul Józefowo⁠(d) și Sochaczew Miasto⁠(d) din Sochaczew, ambele din voievodatul Mazovia. Scenografia a fost concepută de Zenon Różewicz, cu sprijinul Teresei Gałkowska, care a amenajat decorurile interioare, iar costumele au fost realizate de Irena Iwaniuk. Sunetul a fost înregistrat de Małgorzata Lewandowska, muzica a fost compusă de Andrzej Korzyński⁠(d), director de imagine al filmului a fost Bogusław Lambach⁠(d), iar montajul a fost efectuat de Jadwiga Zajiček⁠(d). Filmările au fost realizate pe o peliculă color de 2396 de metri; durata filmului este de 84 de minute.

## Lansare
Tributul zilelor cenușii a fost lansat în cinematografele din Polonia la 26 martie 1984.

## Premii
Tributul zilelor cenușii a fost nominalizat la premiul principal Leul de aur⁠(d) pentru cel mai bun film la Festivalul Filmului Polonez de la Gdańsk (1984), care a fost câștigat însă de filmul Austeria (1983) al lui Jerzy Kawalerowicz.